# Уармей
Уармей (исп. Huarmey — город в центральной части Перу. Административный центр провинции Уармей региона Анкаш.

## География
Город Уармей в 250 километрах к северо-западу от столицы Перу, Лимы. и на расстоянии 2 километров от побережья Тихого океана, на северном берегу реки Рио-Уармей, в трёх километрах от места её впадения в океан. Через город проходит шоссе 1N (Panamericana). Вблизи и вокруг города находятся многочисленные пляжи.
К городскому округу Уармей относится также порт Пунта Лобитос (Puerto Punta Lobitos). Через эту гавань, кроме прочего, вывозится добытая на рудниках Антамина (регион Сан-Маркос) медная и цинковая руда.
Близ Уармея расположены открытые в 2010—2020 -е годы при археологических раскопках древние индейские памятники и захоронения VII—XI веков нашей эры (см. Эль-Кастильо-де-Уармей).